# Rue Richomme
La rue Richomme est une voie du 18e arrondissement de Paris, en France.

## Situation et accès
La rue Richomme est une voie publique située dans le 18e arrondissement de Paris. Elle débute au 25, rue des Gardes et se termine au 10, rue des Poissonniers.

## Origine du nom
Cette rue porte le nom du graveur Joseph Théodore Richomme (1785-1849).

## Historique
Précédemment appelée « passage Leconte » ou « passage Lecante », elle prend son nom actuel en août 1864.
En 1904, la rue Richomme est amputée de la partie qui débouchait rue Polonceau pour créer la rue Erckmann-Chatrian.